# Ángel Chiesa
Ángel Domingo Chiesa (ur. 1900 w Chacabuco – zm. 15 października 1961) – argentyński piłkarz, grający podczas kariery na pozycji napastnika.

## Kariera klubowa
Ángel Chiesa rozpoczął profesjonalną karierę piłkarską w CA Huracán. Z Huracánem czterokrotnie zdobył mistrzostwo Argentyny w 1921, 1922, 1925 i 1928. W barwach Huracánu wystąpił w 203 meczach, w których strzelił 100 bramek.
W latach 30. występował w Argentinos Juniors Buenos Aires.

## Kariera reprezentacyjna
W reprezentacji Argentyny Chiesa występował w latach 1922-1923. W reprezentacji zadebiutował 28 września 1922 w wygranym 4-0 meczu z Chile podczas Mistrzostw Ameryki Południowej. Był to udany debiut, gdyż Gaslini w 10 min strzelił pierwszą bramkę meczu.
Na turnieju w Rio de Janeiro wystąpił w trzech meczach z Chile, Brazylią i Paragwajem.
Po raz ostatni w reprezentacji wystąpił 6 grudnia 1923 w wygranym 2-0 meczu z Brazylią, którego stawką była Copa Roca. Ogółem w barwach albicelestes wystąpił w 9 meczach, w których strzelił bramkę.
| Mecze i gole w reprezentacji | Mecze i gole w reprezentacji | Mecze i gole w reprezentacji | Mecze i gole w reprezentacji | Mecze i gole w reprezentacji | Mecze i gole w reprezentacji | Mecze i gole w reprezentacji |
| #                            | Data                         | Miasto                       | Przeciwnik                   | Gol                          | Wynik                        | Rozgrywki                    |
| ---------------------------- | ---------------------------- | ---------------------------- | ---------------------------- | ---------------------------- | ---------------------------- | ---------------------------- |
| 1.                           | 28.09.1922                   | Rio de Janeiro               | Chile                        | Gol                          | 4:0                          | Copa América                 |
| 2.                           | 15.10.1922                   | Rio de Janeiro               | Brazylia                     |                              | 0:2                          | Copa América                 |
| 3.                           | 18.10.1922                   | Rio de Janeiro               | Paragwaj                     |                              | 2:0                          | Copa América                 |
| 4.                           | 22.10.1922                   | São Paulo                    | Brazylia                     |                              | 1:2                          | Copa Roca                    |
| 5.                           | 20.05.1923                   | Buenos Aires                 | Paragwaj                     |                              | 0:2                          | Copa Chevallier Boutell      |
| 6.                           | 25.05.1923                   | Buenos Aires                 | Paragwaj                     |                              | 1:0                          | Copa Chevallier Boutell      |
| 7.                           | 24.06.1923                   | Buenos Aires                 | Urugwaj                      |                              | 0:0                          | Copa Lipton                  |
| 8.                           | 15.07.1922                   | Buenos Aires                 | Urugwaj                      |                              | 2:0                          | Gran Premio Uruguayo         |
| 9.                           | 06.12.1923                   | Buenos Aires                 | Brazylia                     |                              | 2:0                          | Copa Roca                    |